# UAE Tour 2022
UAE Tour 2022 – 4. edycja wyścigu kolarskiego UAE Tour, która odbyła się w dniach od 20 do 26 lutego 2022 na liczącej 1058 kilometrów trasie składającej się z 7 etapów, rozgrywanych w Zjednoczonych Emiratach Arabskich. Impreza kategorii 2.UWT była częścią UCI World Tour 2022, otwierając sezon 2022 w ramach tego cyklu.

## Etapy
| Etap | Data   | Start – Meta                               | type                       | Dystans (km) | Suma wzniesień (m) | Zwycięzca etapu  | Lider            |
| ---- | ------ | ------------------------------------------ | -------------------------- | ------------ | ------------------ | ---------------- | ---------------- |
| 1    | 20 lut | Madinat Zayed – Madinat Zayed              | płaski                     | 185          | 1305 m             | Jasper Philipsen | Jasper Philipsen |
| 2    | 21 lut | Al Hudayriat Island – Abu Dhabi Breakwater | płaski                     | 173          | 319 m              | Mark Cavendish   | Jasper Philipsen |
| 3    | 22 lut | Adżman – Adżman                            | jazda indywidualna na czas | 9            | 9 m                | Stefan Bissegger | Stefan Bissegger |
| 4    | 23 lut | Fujairah Fort – Dżabal al-Dżajs            | górski                     | 181          | 2645 m             | Tadej Pogačar    | Tadej Pogačar    |
| 5    | 24 lut | Ras al-Chajma – Al Marjan Island           | płaski                     | 182          | 542 m              | Jasper Philipsen | Tadej Pogačar    |
| 6    | 25 lut | Expo 2020 – Expo 2020                      | płaski                     | 180          | 387 m              | Mathias Vacek    | Tadej Pogačar    |
| 7    | 26 lut | Al-Ajn – Jabal Hafit                       | górski                     | 148          | 1375 m             | Tadej Pogačar    | Tadej Pogačar    |

## Uczestnicy

### Drużyny
| WorldTeams (17)- AG2R Citroën Team - Astana Qazaqstan Team - Bahrain Victorious - Bora-Hansgrohe - EF Education-EasyPost - Groupama-FDJ - Ineos Grenadiers - Intermarché-Wanty-Gobert Matériaux - Israel-Premier Tech - Jumbo-Visma - Lotto-Soudal - Movistar Team - Quick-Step Alpha Vinyl - BikeExchange-Jayco - Team DSM - Trek-Segafredo - UAE Team Emirates ProTeams (3)- Gazprom-RusVelo - Alpecin-Fenix - Bardiani-CSF-Faizanè |
| |

### Lista startowa
| UAE Team Emirates UAD | UAE Team Emirates UAD     | UAE Team Emirates UAD |
| --------------------- | ------------------------- | --------------------- |
| Nr                    | Kolarz                    | Miejsce               |
| 1                     | Tadej Pogačar (SLO)       | 1.                    |
| 2                     | Pascal Ackermann (GER)    | 115.                  |
| 3                     | João Almeida (POR)        | 5.                    |
| 4                     | George Bennett (NZL)      | 36.                   |
| 5                     | Mikkel Bjerg (DEN)        | 113.                  |
| 6                     | Rafał Majka (POL)         | 7.                    |
| 7                     | Maximiliano Richeze (ARG) | 117.                  |

| AG2R Citroën Team ACT | AG2R Citroën Team ACT   | AG2R Citroën Team ACT |
| --------------------- | ----------------------- | --------------------- |
| Nr                    | Kolarz                  | Miejsce               |
| 11                    | Bob Jungels (LUX)       | 31.                   |
| 12                    | Clément Berthet (FRA)   | 52.                   |
| 13                    | Geoffrey Bouchard (FRA) | 8.                    |
| 14                    | Paul Lapeira (FRA)      | 70.                   |
| 16                    | Clément Venturini (FRA) | 59.                   |
| 17                    | Marc Sarreau (FRA)      | 75.                   |

| Alpecin-Fenix AFC | Alpecin-Fenix AFC       | Alpecin-Fenix AFC |
| ----------------- | ----------------------- | ----------------- |
| Nr                | Kolarz                  | Miejsce           |
| 21                | Jasper Philipsen (BEL)  | 93.               |
| 22                | Jonas Rickaert (BEL)    | 96.               |
| 23                | Kristian Sbaragli (ITA) | 46.               |
| 24                | Robert Stannard (AUS)   | 73.               |
| 25                | Scott Thwaites (GBR)    | 79.               |
| 26                | Gianni Vermeersch (BEL) | 43.               |

| Astana Qazaqstan Team AST | Astana Qazaqstan Team AST | Astana Qazaqstan Team AST |
| ------------------------- | ------------------------- | ------------------------- |
| Nr                        | Kolarz                    | Miejsce                   |
| 31                        | David de la Cruz (ESP)    | 10.                       |
| 32                        | Stefan de Bod (RSA)       | 19.                       |
| 33                        | Jewgienij Gidicz (KAZ)    | 65.                       |
| 34                        | Sebastián Henao (COL)     | 42.                       |
| 35                        | Jurij Natarow (KAZ)       | 39.                       |
| 36                        | Wadim Pronski (KAZ)       | 34.                       |
| 37                        | Artiom Zacharow (KAZ)     | 60.                       |

| Bahrain Victorious TBV | Bahrain Victorious TBV      | Bahrain Victorious TBV |
| ---------------------- | --------------------------- | ---------------------- |
| Nr                     | Kolarz                      | Miejsce                |
| 41                     | Gino Mäder (SUI)            | 15.                    |
| 42                     | Pello Bilbao (ESP)          | 3.                     |
| 43                     | Filip Maciejuk (POL)        | 77.                    |
| 44                     | Jonathan Milan (ITA)        | 97.                    |
| 45                     | Alejandro Osorio (COL)      | 49.                    |
| 46                     | Hermann Pernsteiner (AUT)   | 37.                    |
| 47                     | Johan Price-Pejtersen (DEN) | 120.                   |

| Bardiani CSF Faizanè BCF | Bardiani CSF Faizanè BCF | Bardiani CSF Faizanè BCF |
| ------------------------ | ------------------------ | ------------------------ |
| Nr                       | Kolarz                   | Miejsce                  |
| 51                       | Jonathan Cañaveral (COL) | 69.                      |
| 52                       | Luca Covili (ITA)        | 38.                      |
| 53                       | Sacha Modolo (ITA)       | 66.                      |
| 54                       | Luca Rastelli (ITA)      | 81.                      |
| 55                       | Alessandro Tonelli (ITA) | 61.                      |
| 57                       | Samuele Zoccarato (ITA)  | 30.                      |

| Bora-Hansgrohe BOH | Bora-Hansgrohe BOH           | Bora-Hansgrohe BOH |
| ------------------ | ---------------------------- | ------------------ |
| Nr                 | Kolarz                       | Miejsce            |
| 61                 | Jai Hindley (AUS)            | 14.                |
| 62                 | Shane Archbold (NZL)         | 86.                |
| 63                 | Sam Bennett (IRL)            | 119.               |
| 64                 | Patrick Konrad (AUT) (szosa) | 45.                |
| 65                 | Ryan Mullen (IRL) (szosa)    | 91.                |
| 66                 | Danny van Poppel (NED)       | 84.                |
| 67                 | Aleksandr Własow (RUS) (ITT) | 4.                 |

| EF Education-EasyPost EFE | EF Education-EasyPost EFE | EF Education-EasyPost EFE |
| ------------------------- | ------------------------- | ------------------------- |
| Nr                        | Kolarz                    | Miejsce                   |
| 71                        | Ruben Guerreiro (POR)     | 21.                       |
| 72                        | Stefan Bissegger (SUI)    | 48.                       |
| 73                        | Merhawi Kudus (ERI) (ITT) | 35.                       |
| 74                        | Sebastian Langeveld (NED) | 109.                      |
| 75                        | Neilson Powless (USA)     | 11.                       |
| 76                        | Sean Quinn (USA)          | DNF-7                     |
| 77                        | Marijn van den Berg (NED) | 72.                       |

| Gazprom-RusVelo GAZ | Gazprom-RusVelo GAZ          | Gazprom-RusVelo GAZ |
| ------------------- | ---------------------------- | ------------------- |
| Nr                  | Kolarz                       | Miejsce             |
| 81                  | Pawieł Koczetkow (RUS)       | 58.                 |
| 82                  | Michael Kukrle (CZE) (szosa) | 50.                 |
| 83                  | Matteo Malucelli (ITA)       | 116.                |
| 84                  | Dienis Niekrasow (RUS)       | DNS-1               |
| 85                  | Iwan Rowny (RUS)             | 62.                 |
| 86                  | Dmitrij Strachow (RUS)       | 33.                 |
| 87                  | Mathias Vacek (CZE)          | 71.                 |

| Groupama-FDJ GFC | Groupama-FDJ GFC                  | Groupama-FDJ GFC |
| ---------------- | --------------------------------- | ---------------- |
| Nr               | Kolarz                            | Miejsce          |
| 91               | Arnaud Démare (FRA)               | 68.              |
| 92               | Matteo Badilatti (SUI)            | 23.              |
| 93               | Clément Davy (FRA)                | 112.             |
| 94               | Jacopo Guarnieri (ITA)            | 105.             |
| 95               | Ignatas Konovalovas (LTU) (szosa) | 92.              |
| 96               | Miles Scotson (AUS)               | 51.              |
| 97               | Ramon Sinkeldam (NED)             | 76.              |

| Ineos Grenadiers IGD | Ineos Grenadiers IGD      | Ineos Grenadiers IGD |
| -------------------- | ------------------------- | -------------------- |
| Nr                   | Kolarz                    | Miejsce              |
| 101                  | Adam Yates (GBR)          | 2.                   |
| 102                  | Filippo Ganna (ITA) (ITT) | 64.                  |
| 103                  | Lucas Plapp (AUS) (szosa) | 12.                  |
| 104                  | Andrey Amador (CRC)       | 94.                  |
| 105                  | Michał Kwiatkowski (POL)  | 101.                 |
| 107                  | Elia Viviani (ITA)        | 103.                 |

| Intermarché-Wanty-Gobert Matériaux IWG | Intermarché-Wanty-Gobert Matériaux IWG | Intermarché-Wanty-Gobert Matériaux IWG |
| -------------------------------------- | -------------------------------------- | -------------------------------------- |
| Nr                                     | Kolarz                                 | Miejsce                                |
| 111                                    | Louis Meintjes (RSA)                   | 17.                                    |
| 112                                    | Tom Devriendt (BEL)                    | 98.                                    |
| 113                                    | Jan Hirt (CZE)                         | 24.                                    |
| 114                                    | Julius Johansen (DEN)                  | 106.                                   |
| 115                                    | Rein Taaramäe (EST) (ITT)              | 27.                                    |

| Israel-Premier Tech IPT | Israel-Premier Tech IPT | Israel-Premier Tech IPT |
| ----------------------- | ----------------------- | ----------------------- |
| Nr                      | Kolarz                  | Miejsce                 |
| 121                     | Rudy Barbier (FRA)      | 95.                     |
| 122                     | Sebastian Berwick (AUS) | 22.                     |
| 123                     | Alex Dowsett (GBR)      | 114.                    |
| 124                     | Daryl Impey (RSA)       | 53.                     |
| 125                     | Taj Jones (AUS)         | 100.                    |
| 126                     | Rick Zabel (GER)        | 83.                     |

| Jumbo-Visma TJV | Jumbo-Visma TJV           | Jumbo-Visma TJV |
| --------------- | ------------------------- | --------------- |
| Nr              | Kolarz                    | Miejsce         |
| 131             | Tom Dumoulin (NED) (ITT)  | 41.             |
| 132             | Koen Bouwman (NED)        | 28.             |
| 133             | Chris Harper (AUS)        | 13.             |
| 134             | Olav Kooij (NED)          | 107.            |
| 135             | Timo Roosen (NED) (szosa) | 56.             |
| 136             | Jos van Emden (NED)       | 54.             |

| Lotto-Soudal LTS | Lotto-Soudal LTS          | Lotto-Soudal LTS |
| ---------------- | ------------------------- | ---------------- |
| Nr               | Kolarz                    | Miejsce          |
| 141              | Jarrad Drizners (AUS)     | DNS-7            |
| 142              | Matthew Holmes (GBR)      | 32.              |
| 143              | Michael Schwarzmann (GER) | 108.             |
| 144              | Xandres Vervloesem (BEL)  | 63.              |

| Movistar Team MOV | Movistar Team MOV       | Movistar Team MOV |
| ----------------- | ----------------------- | ----------------- |
| Nr                | Kolarz                  | Miejsce           |
| 151               | Carlos Verona (ESP)     | 6.                |
| 152               | William Barta (USA)     | 40.               |
| 153               | Mathias Norsgaard (DEN) | 57.               |
| 154               | Max Kanter (GER)        | 85.               |
| 155               | Óscar Rodríguez (ESP)   | 20.               |
| 156               | Sergio Samitier (ESP)   | 55.               |
| 157               | Albert Torres (ESP)     | 44.               |

| Quick-Step Alpha Vinyl QST | Quick-Step Alpha Vinyl QST | Quick-Step Alpha Vinyl QST |
| -------------------------- | -------------------------- | -------------------------- |
| Nr                         | Kolarz                     | Miejsce                    |
| 161                        | Mark Cavendish (GBR)       | 88.                        |
| 163                        | Fausto Masnada (ITA)       | 26.                        |
| 164                        | Michael Mørkøv (DEN)       | 74.                        |
| 165                        | Stijn Steels (BEL)         | 80.                        |
| 166                        | Stan Van Tricht (BEL)      | 78.                        |
| 167                        | Ethan Vernon (GBR)         | 82.                        |

| BikeExchange-Jayco BEX | BikeExchange-Jayco BEX  | BikeExchange-Jayco BEX |
| ---------------------- | ----------------------- | ---------------------- |
| Nr                     | Kolarz                  | Miejsce                |
| 171                    | Dylan Groenewegen (NED) | 102.                   |
| 172                    | Sam Bewley (NZL)        | 122.                   |
| 173                    | Kaden Groves (AUS)      | 118.                   |
| 174                    | Damien Howson (AUS)     | 29.                    |
| 175                    | Luka Mezgec (SLO)       | 89.                    |
| 176                    | Kelland O’Brien (AUS)   | 121.                   |
| 177                    | Campbell Stewart (NZL)  | 111.                   |

| Team DSM DSM | Team DSM DSM             | Team DSM DSM |
| ------------ | ------------------------ | ------------ |
| Nr           | Kolarz                   | Miejsce      |
| 181          | Romain Bardet (FRA)      | 9.           |
| 182          | Thymen Arensman (NED)    | 16.          |
| 183          | Cees Bol (NED)           | 104.         |
| 184          | Alberto Dainese (ITA)    | 67.          |
| 185          | Andreas Leknessund (NOR) | 18.          |
| 186          | Niklas Märkl (GER)       | 90.          |
| 187          | Joris Nieuwenhuis (NED)  | DNF-7        |

| Trek-Segafredo TFS | Trek-Segafredo TFS   | Trek-Segafredo TFS |
| ------------------ | -------------------- | ------------------ |
| Nr                 | Kolarz               | Miejsce            |
| 191                | Marc Brustenga (ESP) | 99.                |
| 192                | Dario Cataldo (ITA)  | 25.                |
| 193                | Jakob Egholm (DEN)   | 110.               |
| 194                | Emīls Liepiņš (LAT)  | 87.                |
| 195                | Simon Pellaud (SUI)  | 47.                |

| UAE Team Emirates UAD | UAE Team Emirates UAD     | UAE Team Emirates UAD |
| --------------------- | ------------------------- | --------------------- |
| Nr                    | Kolarz                    | Miejsce               |
| 1                     | Tadej Pogačar (SLO)       | 1.                    |
| 2                     | Pascal Ackermann (GER)    | 115.                  |
| 3                     | João Almeida (POR)        | 5.                    |
| 4                     | George Bennett (NZL)      | 36.                   |
| 5                     | Mikkel Bjerg (DEN)        | 113.                  |
| 6                     | Rafał Majka (POL)         | 7.                    |
| 7                     | Maximiliano Richeze (ARG) | 117.                  |

| AG2R Citroën Team ACT | AG2R Citroën Team ACT   | AG2R Citroën Team ACT |
| --------------------- | ----------------------- | --------------------- |
| Nr                    | Kolarz                  | Miejsce               |
| 11                    | Bob Jungels (LUX)       | 31.                   |
| 12                    | Clément Berthet (FRA)   | 52.                   |
| 13                    | Geoffrey Bouchard (FRA) | 8.                    |
| 14                    | Paul Lapeira (FRA)      | 70.                   |
| 16                    | Clément Venturini (FRA) | 59.                   |
| 17                    | Marc Sarreau (FRA)      | 75.                   |

| Alpecin-Fenix AFC | Alpecin-Fenix AFC       | Alpecin-Fenix AFC |
| ----------------- | ----------------------- | ----------------- |
| Nr                | Kolarz                  | Miejsce           |
| 21                | Jasper Philipsen (BEL)  | 93.               |
| 22                | Jonas Rickaert (BEL)    | 96.               |
| 23                | Kristian Sbaragli (ITA) | 46.               |
| 24                | Robert Stannard (AUS)   | 73.               |
| 25                | Scott Thwaites (GBR)    | 79.               |
| 26                | Gianni Vermeersch (BEL) | 43.               |

| Astana Qazaqstan Team AST | Astana Qazaqstan Team AST | Astana Qazaqstan Team AST |
| ------------------------- | ------------------------- | ------------------------- |
| Nr                        | Kolarz                    | Miejsce                   |
| 31                        | David de la Cruz (ESP)    | 10.                       |
| 32                        | Stefan de Bod (RSA)       | 19.                       |
| 33                        | Jewgienij Gidicz (KAZ)    | 65.                       |
| 34                        | Sebastián Henao (COL)     | 42.                       |
| 35                        | Jurij Natarow (KAZ)       | 39.                       |
| 36                        | Wadim Pronski (KAZ)       | 34.                       |
| 37                        | Artiom Zacharow (KAZ)     | 60.                       |

| Bahrain Victorious TBV | Bahrain Victorious TBV      | Bahrain Victorious TBV |
| ---------------------- | --------------------------- | ---------------------- |
| Nr                     | Kolarz                      | Miejsce                |
| 41                     | Gino Mäder (SUI)            | 15.                    |
| 42                     | Pello Bilbao (ESP)          | 3.                     |
| 43                     | Filip Maciejuk (POL)        | 77.                    |
| 44                     | Jonathan Milan (ITA)        | 97.                    |
| 45                     | Alejandro Osorio (COL)      | 49.                    |
| 46                     | Hermann Pernsteiner (AUT)   | 37.                    |
| 47                     | Johan Price-Pejtersen (DEN) | 120.                   |

| Bardiani CSF Faizanè BCF | Bardiani CSF Faizanè BCF | Bardiani CSF Faizanè BCF |
| ------------------------ | ------------------------ | ------------------------ |
| Nr                       | Kolarz                   | Miejsce                  |
| 51                       | Jonathan Cañaveral (COL) | 69.                      |
| 52                       | Luca Covili (ITA)        | 38.                      |
| 53                       | Sacha Modolo (ITA)       | 66.                      |
| 54                       | Luca Rastelli (ITA)      | 81.                      |
| 55                       | Alessandro Tonelli (ITA) | 61.                      |
| 57                       | Samuele Zoccarato (ITA)  | 30.                      |

| Bora-Hansgrohe BOH | Bora-Hansgrohe BOH           | Bora-Hansgrohe BOH |
| ------------------ | ---------------------------- | ------------------ |
| Nr                 | Kolarz                       | Miejsce            |
| 61                 | Jai Hindley (AUS)            | 14.                |
| 62                 | Shane Archbold (NZL)         | 86.                |
| 63                 | Sam Bennett (IRL)            | 119.               |
| 64                 | Patrick Konrad (AUT) (szosa) | 45.                |
| 65                 | Ryan Mullen (IRL) (szosa)    | 91.                |
| 66                 | Danny van Poppel (NED)       | 84.                |
| 67                 | Aleksandr Własow (RUS) (ITT) | 4.                 |

| EF Education-EasyPost EFE | EF Education-EasyPost EFE | EF Education-EasyPost EFE |
| ------------------------- | ------------------------- | ------------------------- |
| Nr                        | Kolarz                    | Miejsce                   |
| 71                        | Ruben Guerreiro (POR)     | 21.                       |
| 72                        | Stefan Bissegger (SUI)    | 48.                       |
| 73                        | Merhawi Kudus (ERI) (ITT) | 35.                       |
| 74                        | Sebastian Langeveld (NED) | 109.                      |
| 75                        | Neilson Powless (USA)     | 11.                       |
| 76                        | Sean Quinn (USA)          | DNF-7                     |
| 77                        | Marijn van den Berg (NED) | 72.                       |

| Gazprom-RusVelo GAZ | Gazprom-RusVelo GAZ          | Gazprom-RusVelo GAZ |
| ------------------- | ---------------------------- | ------------------- |
| Nr                  | Kolarz                       | Miejsce             |
| 81                  | Pawieł Koczetkow (RUS)       | 58.                 |
| 82                  | Michael Kukrle (CZE) (szosa) | 50.                 |
| 83                  | Matteo Malucelli (ITA)       | 116.                |
| 84                  | Dienis Niekrasow (RUS)       | DNS-1               |
| 85                  | Iwan Rowny (RUS)             | 62.                 |
| 86                  | Dmitrij Strachow (RUS)       | 33.                 |
| 87                  | Mathias Vacek (CZE)          | 71.                 |

| Groupama-FDJ GFC | Groupama-FDJ GFC                  | Groupama-FDJ GFC |
| ---------------- | --------------------------------- | ---------------- |
| Nr               | Kolarz                            | Miejsce          |
| 91               | Arnaud Démare (FRA)               | 68.              |
| 92               | Matteo Badilatti (SUI)            | 23.              |
| 93               | Clément Davy (FRA)                | 112.             |
| 94               | Jacopo Guarnieri (ITA)            | 105.             |
| 95               | Ignatas Konovalovas (LTU) (szosa) | 92.              |
| 96               | Miles Scotson (AUS)               | 51.              |
| 97               | Ramon Sinkeldam (NED)             | 76.              |

| Ineos Grenadiers IGD | Ineos Grenadiers IGD      | Ineos Grenadiers IGD |
| -------------------- | ------------------------- | -------------------- |
| Nr                   | Kolarz                    | Miejsce              |
| 101                  | Adam Yates (GBR)          | 2.                   |
| 102                  | Filippo Ganna (ITA) (ITT) | 64.                  |
| 103                  | Lucas Plapp (AUS) (szosa) | 12.                  |
| 104                  | Andrey Amador (CRC)       | 94.                  |
| 105                  | Michał Kwiatkowski (POL)  | 101.                 |
| 107                  | Elia Viviani (ITA)        | 103.                 |

| Intermarché-Wanty-Gobert Matériaux IWG | Intermarché-Wanty-Gobert Matériaux IWG | Intermarché-Wanty-Gobert Matériaux IWG |
| -------------------------------------- | -------------------------------------- | -------------------------------------- |
| Nr                                     | Kolarz                                 | Miejsce                                |
| 111                                    | Louis Meintjes (RSA)                   | 17.                                    |
| 112                                    | Tom Devriendt (BEL)                    | 98.                                    |
| 113                                    | Jan Hirt (CZE)                         | 24.                                    |
| 114                                    | Julius Johansen (DEN)                  | 106.                                   |
| 115                                    | Rein Taaramäe (EST) (ITT)              | 27.                                    |

| Israel-Premier Tech IPT | Israel-Premier Tech IPT | Israel-Premier Tech IPT |
| ----------------------- | ----------------------- | ----------------------- |
| Nr                      | Kolarz                  | Miejsce                 |
| 121                     | Rudy Barbier (FRA)      | 95.                     |
| 122                     | Sebastian Berwick (AUS) | 22.                     |
| 123                     | Alex Dowsett (GBR)      | 114.                    |
| 124                     | Daryl Impey (RSA)       | 53.                     |
| 125                     | Taj Jones (AUS)         | 100.                    |
| 126                     | Rick Zabel (GER)        | 83.                     |

| Jumbo-Visma TJV | Jumbo-Visma TJV           | Jumbo-Visma TJV |
| --------------- | ------------------------- | --------------- |
| Nr              | Kolarz                    | Miejsce         |
| 131             | Tom Dumoulin (NED) (ITT)  | 41.             |
| 132             | Koen Bouwman (NED)        | 28.             |
| 133             | Chris Harper (AUS)        | 13.             |
| 134             | Olav Kooij (NED)          | 107.            |
| 135             | Timo Roosen (NED) (szosa) | 56.             |
| 136             | Jos van Emden (NED)       | 54.             |

| Lotto-Soudal LTS | Lotto-Soudal LTS          | Lotto-Soudal LTS |
| ---------------- | ------------------------- | ---------------- |
| Nr               | Kolarz                    | Miejsce          |
| 141              | Jarrad Drizners (AUS)     | DNS-7            |
| 142              | Matthew Holmes (GBR)      | 32.              |
| 143              | Michael Schwarzmann (GER) | 108.             |
| 144              | Xandres Vervloesem (BEL)  | 63.              |

| Movistar Team MOV | Movistar Team MOV       | Movistar Team MOV |
| ----------------- | ----------------------- | ----------------- |
| Nr                | Kolarz                  | Miejsce           |
| 151               | Carlos Verona (ESP)     | 6.                |
| 152               | William Barta (USA)     | 40.               |
| 153               | Mathias Norsgaard (DEN) | 57.               |
| 154               | Max Kanter (GER)        | 85.               |
| 155               | Óscar Rodríguez (ESP)   | 20.               |
| 156               | Sergio Samitier (ESP)   | 55.               |
| 157               | Albert Torres (ESP)     | 44.               |

| Quick-Step Alpha Vinyl QST | Quick-Step Alpha Vinyl QST | Quick-Step Alpha Vinyl QST |
| -------------------------- | -------------------------- | -------------------------- |
| Nr                         | Kolarz                     | Miejsce                    |
| 161                        | Mark Cavendish (GBR)       | 88.                        |
| 163                        | Fausto Masnada (ITA)       | 26.                        |
| 164                        | Michael Mørkøv (DEN)       | 74.                        |
| 165                        | Stijn Steels (BEL)         | 80.                        |
| 166                        | Stan Van Tricht (BEL)      | 78.                        |
| 167                        | Ethan Vernon (GBR)         | 82.                        |

| BikeExchange-Jayco BEX | BikeExchange-Jayco BEX  | BikeExchange-Jayco BEX |
| ---------------------- | ----------------------- | ---------------------- |
| Nr                     | Kolarz                  | Miejsce                |
| 171                    | Dylan Groenewegen (NED) | 102.                   |
| 172                    | Sam Bewley (NZL)        | 122.                   |
| 173                    | Kaden Groves (AUS)      | 118.                   |
| 174                    | Damien Howson (AUS)     | 29.                    |
| 175                    | Luka Mezgec (SLO)       | 89.                    |
| 176                    | Kelland O’Brien (AUS)   | 121.                   |
| 177                    | Campbell Stewart (NZL)  | 111.                   |

| Team DSM DSM | Team DSM DSM             | Team DSM DSM |
| ------------ | ------------------------ | ------------ |
| Nr           | Kolarz                   | Miejsce      |
| 181          | Romain Bardet (FRA)      | 9.           |
| 182          | Thymen Arensman (NED)    | 16.          |
| 183          | Cees Bol (NED)           | 104.         |
| 184          | Alberto Dainese (ITA)    | 67.          |
| 185          | Andreas Leknessund (NOR) | 18.          |
| 186          | Niklas Märkl (GER)       | 90.          |
| 187          | Joris Nieuwenhuis (NED)  | DNF-7        |

| Trek-Segafredo TFS | Trek-Segafredo TFS   | Trek-Segafredo TFS |
| ------------------ | -------------------- | ------------------ |
| Nr                 | Kolarz               | Miejsce            |
| 191                | Marc Brustenga (ESP) | 99.                |
| 192                | Dario Cataldo (ITA)  | 25.                |
| 193                | Jakob Egholm (DEN)   | 110.               |
| 194                | Emīls Liepiņš (LAT)  | 87.                |
| 195                | Simon Pellaud (SUI)  | 47.                |

Legenda: DNF – nie ukończył etapu, OTL – przekroczył limit czasu, DNS – nie wystartował do etapu, DSQ – zdyskwalifikowany. Numer przy skrócie oznacza etap, na którym kolarz opuścił wyścig.

## Wyniki etapów

### Etap 1
| Madinat Zayed - Madinat Zayed | płaski | (185 km) |

| \| Klasyfikacja etapu \| Klasyfikacja etapu \| Klasyfikacja etapu \| Klasyfikacja etapu \| Klasyfikacja etapu \| \| Kolarz \| Kolarz \| Państwo \| Drużyna \| Czas \| \| ------------------ \| ------------------ \| ------------------ \| ---------------------------------- \| ------------------ \| \| 1. \| Jasper Philipsen \| Belgia \| Alpecin-Fenix \| 4h 42' 34" \| \| 2. \| Sam Bennett \| Irlandia \| Bora-Hansgrohe \| + 0" \| \| 3. \| Elia Viviani \| Włochy \| Ineos Grenadiers \| + 0" \| \| 4. \| Dylan Groenewegen \| Holandia \| BikeExchange-Jayco \| + 0" \| \| 5. \| Emīls Liepiņš \| Łotwa \| Trek-Segafredo \| + 0" \| \| 6. \| Arnaud Démare \| Francja \| Groupama-FDJ \| + 0" \| \| 7. \| Max Kanter \| Niemcy \| Movistar Team \| + 0" \| \| 8. \| Olav Kooij \| Holandia \| Jumbo-Visma \| + 0" \| \| 9. \| Tom Devriendt \| Belgia \| Intermarché-Wanty-Gobert Matériaux \| + 0" \| \| 10. \| Pascal Ackermann \| Niemcy \| UAE Team Emirates \| + 0" \| |                   |          |                                    |            |
| |                   |          |                                    |            |
| Źródło: ProCyclingStats |                   |          |                                    |            |
| Klasyfikacja etapu |                   |          |                                    |            |
| Kolarz | Kolarz            | Państwo  | Drużyna                            | Czas       |
| 1. | Jasper Philipsen  | Belgia   | Alpecin-Fenix                      | 4h 42' 34" |
| 2. | Sam Bennett       | Irlandia | Bora-Hansgrohe                     | + 0"       |
| 3. | Elia Viviani      | Włochy   | Ineos Grenadiers                   | + 0"       |
| 4. | Dylan Groenewegen | Holandia | BikeExchange-Jayco                 | + 0"       |
| 5. | Emīls Liepiņš     | Łotwa    | Trek-Segafredo                     | + 0"       |
| 6. | Arnaud Démare     | Francja  | Groupama-FDJ                       | + 0"       |
| 7. | Max Kanter        | Niemcy   | Movistar Team                      | + 0"       |
| 8. | Olav Kooij        | Holandia | Jumbo-Visma                        | + 0"       |
| 9. | Tom Devriendt     | Belgia   | Intermarché-Wanty-Gobert Matériaux | + 0"       |
| 10. | Pascal Ackermann  | Niemcy   | UAE Team Emirates                  | + 0"       |

| \| Klasyfikacja generalna \| Klasyfikacja generalna \| Klasyfikacja generalna \| Klasyfikacja generalna \| Klasyfikacja generalna \| \| Kolarz \| Kolarz \| Państwo \| Drużyna \| Czas \| \| ---------------------- \| ---------------------- \| ---------------------- \| ---------------------- \| ---------------------- \| \| 1. \| Jasper Philipsen \| Belgia \| Alpecin-Fenix \| 4h 42' 24" \| \| 2. \| Sam Bennett \| Irlandia \| Bora-Hansgrohe \| + 4" \| \| 3. \| Dmitrij Strachow \| Rosja \| Gazprom-RusVelo \| + 4" \| \| 4. \| Elia Viviani \| Włochy \| Ineos Grenadiers \| + 6" \| \| 5. \| Alessandro Tonelli \| Włochy \| Bardiani CSF Faizanè \| + 6" \| \| 6. \| Xandres Vervloesem \| Belgia \| Lotto-Soudal \| + 8" \| \| 7. \| Dylan Groenewegen \| Holandia \| BikeExchange-Jayco \| + 10" \| \| 8. \| Emīls Liepiņš \| Łotwa \| Trek-Segafredo \| + 10" \| \| 9. \| Arnaud Démare \| Francja \| Groupama-FDJ \| + 10" \| \| 10. \| Max Kanter \| Niemcy \| Movistar Team \| + 10" \| |                    |          |                      |            |
| |                    |          |                      |            |
| Źródło: ProCyclingStats |                    |          |                      |            |
| Klasyfikacja generalna |                    |          |                      |            |
| Kolarz | Kolarz             | Państwo  | Drużyna              | Czas       |
| 1. | Jasper Philipsen   | Belgia   | Alpecin-Fenix        | 4h 42' 24" |
| 2. | Sam Bennett        | Irlandia | Bora-Hansgrohe       | + 4"       |
| 3. | Dmitrij Strachow   | Rosja    | Gazprom-RusVelo      | + 4"       |
| 4. | Elia Viviani       | Włochy   | Ineos Grenadiers     | + 6"       |
| 5. | Alessandro Tonelli | Włochy   | Bardiani CSF Faizanè | + 6"       |
| 6. | Xandres Vervloesem | Belgia   | Lotto-Soudal         | + 8"       |
| 7. | Dylan Groenewegen  | Holandia | BikeExchange-Jayco   | + 10"      |
| 8. | Emīls Liepiņš      | Łotwa    | Trek-Segafredo       | + 10"      |
| 9. | Arnaud Démare      | Francja  | Groupama-FDJ         | + 10"      |
| 10. | Max Kanter         | Niemcy   | Movistar Team        | + 10"      |

### Etap 2
| Al Hudayriat Island - Abu Dhabi Breakwater | płaski | (173 km) |

| \| Klasyfikacja etapu \| Klasyfikacja etapu \| Klasyfikacja etapu \| Klasyfikacja etapu \| Klasyfikacja etapu \| \| Kolarz \| Kolarz \| Państwo \| Drużyna \| Czas \| \| ------------------ \| ------------------- \| ------------------ \| ---------------------------------- \| ------------------ \| \| 1. \| Mark Cavendish \| Wielka Brytania \| Quick-Step Alpha Vinyl \| 4h 20' 45" \| \| 2. \| Jasper Philipsen \| Belgia \| Alpecin-Fenix \| + 0" \| \| 3. \| Pascal Ackermann \| Niemcy \| UAE Team Emirates \| + 0" \| \| 4. \| Olav Kooij \| Holandia \| Jumbo-Visma \| + 0" \| \| 5. \| Arnaud Démare \| Francja \| Groupama-FDJ \| + 0" \| \| 6. \| Matteo Malucelli \| Włochy \| Gazprom-RusVelo \| + 0" \| \| 7. \| Emīls Liepiņš \| Łotwa \| Trek-Segafredo \| + 0" \| \| 8. \| Tom Devriendt \| Belgia \| Intermarché-Wanty-Gobert Matériaux \| + 0" \| \| 9. \| Michael Schwarzmann \| Niemcy \| Lotto-Soudal \| + 0" \| \| 10. \| Marijn van den Berg \| Holandia \| EF Education-EasyPost \| + 0" \| |                     |                 |                                    |            |
| |                     |                 |                                    |            |
| Źródło: ProCyclingStats |                     |                 |                                    |            |
| Klasyfikacja etapu |                     |                 |                                    |            |
| Kolarz | Kolarz              | Państwo         | Drużyna                            | Czas       |
| 1. | Mark Cavendish      | Wielka Brytania | Quick-Step Alpha Vinyl             | 4h 20' 45" |
| 2. | Jasper Philipsen    | Belgia          | Alpecin-Fenix                      | + 0"       |
| 3. | Pascal Ackermann    | Niemcy          | UAE Team Emirates                  | + 0"       |
| 4. | Olav Kooij          | Holandia        | Jumbo-Visma                        | + 0"       |
| 5. | Arnaud Démare       | Francja         | Groupama-FDJ                       | + 0"       |
| 6. | Matteo Malucelli    | Włochy          | Gazprom-RusVelo                    | + 0"       |
| 7. | Emīls Liepiņš       | Łotwa           | Trek-Segafredo                     | + 0"       |
| 8. | Tom Devriendt       | Belgia          | Intermarché-Wanty-Gobert Matériaux | + 0"       |
| 9. | Michael Schwarzmann | Niemcy          | Lotto-Soudal                       | + 0"       |
| 10. | Marijn van den Berg | Holandia        | EF Education-EasyPost              | + 0"       |

| \| Klasyfikacja generalna \| Klasyfikacja generalna \| Klasyfikacja generalna \| Klasyfikacja generalna \| Klasyfikacja generalna \| \| Kolarz \| Kolarz \| Państwo \| Drużyna \| Czas \| \| ---------------------- \| ---------------------- \| ---------------------- \| ---------------------- \| ---------------------- \| \| 1. \| Jasper Philipsen \| Belgia \| Alpecin-Fenix \| 9h 03' 03" \| \| 2. \| Dmitrij Strachow \| Rosja \| Gazprom-RusVelo \| + 4" \| \| 3. \| Mark Cavendish \| Wielka Brytania \| Quick-Step Alpha Vinyl \| + 6" \| \| 4. \| Sam Bennett \| Irlandia \| Bora-Hansgrohe \| + 10" \| \| 5. \| Pascal Ackermann \| Niemcy \| UAE Team Emirates \| + 12" \| \| 6. \| Elia Viviani \| Włochy \| Ineos Grenadiers \| + 12" \| \| 7. \| Michael Kukrle \| Czechy \| Gazprom-RusVelo \| + 12" \| \| 8. \| Alessandro Tonelli \| Włochy \| Bardiani CSF Faizanè \| + 12" \| \| 9. \| Xandres Vervloesem \| Belgia \| Lotto-Soudal \| + 14" \| \| 10. \| Arnaud Démare \| Francja \| Groupama-FDJ \| + 16" \| |                    |                 |                        |            |
| |                    |                 |                        |            |
| Źródło: ProCyclingStats |                    |                 |                        |            |
| Klasyfikacja generalna |                    |                 |                        |            |
| Kolarz | Kolarz             | Państwo         | Drużyna                | Czas       |
| 1. | Jasper Philipsen   | Belgia          | Alpecin-Fenix          | 9h 03' 03" |
| 2. | Dmitrij Strachow   | Rosja           | Gazprom-RusVelo        | + 4"       |
| 3. | Mark Cavendish     | Wielka Brytania | Quick-Step Alpha Vinyl | + 6"       |
| 4. | Sam Bennett        | Irlandia        | Bora-Hansgrohe         | + 10"      |
| 5. | Pascal Ackermann   | Niemcy          | UAE Team Emirates      | + 12"      |
| 6. | Elia Viviani       | Włochy          | Ineos Grenadiers       | + 12"      |
| 7. | Michael Kukrle     | Czechy          | Gazprom-RusVelo        | + 12"      |
| 8. | Alessandro Tonelli | Włochy          | Bardiani CSF Faizanè   | + 12"      |
| 9. | Xandres Vervloesem | Belgia          | Lotto-Soudal           | + 14"      |
| 10. | Arnaud Démare      | Francja         | Groupama-FDJ           | + 16"      |

### Etap 3
| Adżman - Adżman | jazda indywidualna na czas | (9 km) |

| \| Klasyfikacja etapu \| Klasyfikacja etapu \| Klasyfikacja etapu \| Klasyfikacja etapu \| Klasyfikacja etapu \| \| Kolarz \| Kolarz \| Państwo \| Drużyna \| Czas \| \| ------------------ \| --------------------- \| ------------------ \| --------------------- \| ------------------ \| \| 1. \| Stefan Bissegger \| Szwajcaria \| EF Education-EasyPost \| 9' 43" \| \| 2. \| Filippo Ganna \| Włochy \| Ineos Grenadiers \| + 7" \| \| 3. \| Tom Dumoulin \| Holandia \| Jumbo-Visma \| + 14" \| \| 4. \| Tadej Pogačar \| Słowenia \| UAE Team Emirates \| + 18" \| \| 5. \| João Almeida \| Portugalia \| UAE Team Emirates \| + 22" \| \| 6. \| Mikkel Bjerg \| Dania \| UAE Team Emirates \| + 24" \| \| 7. \| Stefan de Bod \| Południowa Afryka \| Astana Qazaqstan Team \| + 24" \| \| 8. \| Aleksandr Własow \| Rosja \| Bora-Hansgrohe \| + 25" \| \| 9. \| Johan Price-Pejtersen \| Dania \| Bahrain Victorious \| + 26" \| \| 10. \| Jasper Philipsen \| Belgia \| Alpecin-Fenix \| + 28" \| |                       |                   |                       |        |
| |                       |                   |                       |        |
| Źródło: ProCyclingStats |                       |                   |                       |        |
| Klasyfikacja etapu |                       |                   |                       |        |
| Kolarz | Kolarz                | Państwo           | Drużyna               | Czas   |
| 1. | Stefan Bissegger      | Szwajcaria        | EF Education-EasyPost | 9' 43" |
| 2. | Filippo Ganna         | Włochy            | Ineos Grenadiers      | + 7"   |
| 3. | Tom Dumoulin          | Holandia          | Jumbo-Visma           | + 14"  |
| 4. | Tadej Pogačar         | Słowenia          | UAE Team Emirates     | + 18"  |
| 5. | João Almeida          | Portugalia        | UAE Team Emirates     | + 22"  |
| 6. | Mikkel Bjerg          | Dania             | UAE Team Emirates     | + 24"  |
| 7. | Stefan de Bod         | Południowa Afryka | Astana Qazaqstan Team | + 24"  |
| 8. | Aleksandr Własow      | Rosja             | Bora-Hansgrohe        | + 25"  |
| 9. | Johan Price-Pejtersen | Dania             | Bahrain Victorious    | + 26"  |
| 10. | Jasper Philipsen      | Belgia            | Alpecin-Fenix         | + 28"  |

| \| Klasyfikacja generalna \| Klasyfikacja generalna \| Klasyfikacja generalna \| Klasyfikacja generalna \| Klasyfikacja generalna \| \| Kolarz \| Kolarz \| Państwo \| Drużyna \| Czas \| \| ---------------------- \| ---------------------- \| ---------------------- \| ---------------------- \| ---------------------- \| \| 1. \| Stefan Bissegger \| Szwajcaria \| EF Education-EasyPost \| 9h 13' 02" \| \| 2. \| Filippo Ganna \| Włochy \| Ineos Grenadiers \| + 7" \| \| 3. \| Jasper Philipsen \| Belgia \| Alpecin-Fenix \| + 12" \| \| 4. \| Tom Dumoulin \| Holandia \| Jumbo-Visma \| + 14" \| \| 5. \| Tadej Pogačar \| Słowenia \| UAE Team Emirates \| + 18" \| \| 6. \| João Almeida \| Portugalia \| UAE Team Emirates \| + 22" \| \| 7. \| Stefan de Bod \| Południowa Afryka \| Astana Qazaqstan Team \| + 24" \| \| 8. \| Aleksandr Własow \| Rosja \| Bora-Hansgrohe \| + 25" \| \| 9. \| Neilson Powless \| Stany Zjednoczone \| EF Education-EasyPost \| + 28" \| \| 10. \| Adam Yates \| Wielka Brytania \| Ineos Grenadiers \| + 29" \| |                  |                   |                       |            |
| |                  |                   |                       |            |
| Źródło: ProCyclingStats |                  |                   |                       |            |
| Klasyfikacja generalna |                  |                   |                       |            |
| Kolarz | Kolarz           | Państwo           | Drużyna               | Czas       |
| 1. | Stefan Bissegger | Szwajcaria        | EF Education-EasyPost | 9h 13' 02" |
| 2. | Filippo Ganna    | Włochy            | Ineos Grenadiers      | + 7"       |
| 3. | Jasper Philipsen | Belgia            | Alpecin-Fenix         | + 12"      |
| 4. | Tom Dumoulin     | Holandia          | Jumbo-Visma           | + 14"      |
| 5. | Tadej Pogačar    | Słowenia          | UAE Team Emirates     | + 18"      |
| 6. | João Almeida     | Portugalia        | UAE Team Emirates     | + 22"      |
| 7. | Stefan de Bod    | Południowa Afryka | Astana Qazaqstan Team | + 24"      |
| 8. | Aleksandr Własow | Rosja             | Bora-Hansgrohe        | + 25"      |
| 9. | Neilson Powless  | Stany Zjednoczone | EF Education-EasyPost | + 28"      |
| 10. | Adam Yates       | Wielka Brytania   | Ineos Grenadiers      | + 29"      |

### Etap 4
| Fujairah Fort - Dżabal al-Dżajs | górski | (181 km) |

| \| Klasyfikacja etapu \| Klasyfikacja etapu \| Klasyfikacja etapu \| Klasyfikacja etapu \| Klasyfikacja etapu \| \| Kolarz \| Kolarz \| Państwo \| Drużyna \| Czas \| \| ------------------ \| ------------------ \| ------------------ \| ---------------------------------- \| ------------------ \| \| 1. \| Tadej Pogačar \| Słowenia \| UAE Team Emirates \| 4h 49' 24" \| \| 2. \| Adam Yates \| Wielka Brytania \| Ineos Grenadiers \| + 0" \| \| 3. \| Aleksandr Własow \| Rosja \| Bora-Hansgrohe \| + 0" \| \| 4. \| Ruben Guerreiro \| Portugalia \| EF Education-EasyPost \| + 3" \| \| 5. \| Damien Howson \| Australia \| BikeExchange-Jayco \| + 3" \| \| 6. \| Romain Bardet \| Francja \| Team DSM \| + 3" \| \| 7. \| Jai Hindley \| Australia \| Bora-Hansgrohe \| + 3" \| \| 8. \| Geoffrey Bouchard \| Francja \| AG2R Citroën Team \| + 3" \| \| 9. \| Jan Hirt \| Czechy \| Intermarché-Wanty-Gobert Matériaux \| + 3" \| \| 10. \| Pello Bilbao \| Hiszpania \| Bahrain Victorious \| + 3" \| |                   |                 |                                    |            |
| |                   |                 |                                    |            |
| Źródło: ProCyclingStats |                   |                 |                                    |            |
| Klasyfikacja etapu |                   |                 |                                    |            |
| Kolarz | Kolarz            | Państwo         | Drużyna                            | Czas       |
| 1. | Tadej Pogačar     | Słowenia        | UAE Team Emirates                  | 4h 49' 24" |
| 2. | Adam Yates        | Wielka Brytania | Ineos Grenadiers                   | + 0"       |
| 3. | Aleksandr Własow  | Rosja           | Bora-Hansgrohe                     | + 0"       |
| 4. | Ruben Guerreiro   | Portugalia      | EF Education-EasyPost              | + 3"       |
| 5. | Damien Howson     | Australia       | BikeExchange-Jayco                 | + 3"       |
| 6. | Romain Bardet     | Francja         | Team DSM                           | + 3"       |
| 7. | Jai Hindley       | Australia       | Bora-Hansgrohe                     | + 3"       |
| 8. | Geoffrey Bouchard | Francja         | AG2R Citroën Team                  | + 3"       |
| 9. | Jan Hirt          | Czechy          | Intermarché-Wanty-Gobert Matériaux | + 3"       |
| 10. | Pello Bilbao      | Hiszpania       | Bahrain Victorious                 | + 3"       |

| \| Klasyfikacja generalna \| Klasyfikacja generalna \| Klasyfikacja generalna \| Klasyfikacja generalna \| Klasyfikacja generalna \| \| Kolarz \| Kolarz \| Państwo \| Drużyna \| Czas \| \| ---------------------- \| ---------------------- \| ---------------------- \| ---------------------- \| ---------------------- \| \| 1. \| Tadej Pogačar \| Słowenia \| UAE Team Emirates \| 14h 02' 34" \| \| 2. \| Filippo Ganna \| Włochy \| Ineos Grenadiers \| + 2" \| \| 3. \| Aleksandr Własow \| Rosja \| Bora-Hansgrohe \| + 13" \| \| 4. \| Adam Yates \| Wielka Brytania \| Ineos Grenadiers \| + 15" \| \| 5. \| Neilson Powless \| Stany Zjednoczone \| EF Education-EasyPost \| + 23" \| \| 6. \| João Almeida \| Portugalia \| UAE Team Emirates \| + 28" \| \| 7. \| Pello Bilbao \| Hiszpania \| Bahrain Victorious \| + 35" \| \| 8. \| Óscar Rodríguez \| Hiszpania \| Movistar Team \| + 38" \| \| 9. \| Ruben Guerreiro \| Portugalia \| EF Education-EasyPost \| + 40" \| \| 10. \| Geoffrey Bouchard \| Francja \| AG2R Citroën Team \| + 41" \| |                   |                   |                       |             |
| |                   |                   |                       |             |
| Źródło: ProCyclingStats |                   |                   |                       |             |
| Klasyfikacja generalna |                   |                   |                       |             |
| Kolarz | Kolarz            | Państwo           | Drużyna               | Czas        |
| 1. | Tadej Pogačar     | Słowenia          | UAE Team Emirates     | 14h 02' 34" |
| 2. | Filippo Ganna     | Włochy            | Ineos Grenadiers      | + 2"        |
| 3. | Aleksandr Własow  | Rosja             | Bora-Hansgrohe        | + 13"       |
| 4. | Adam Yates        | Wielka Brytania   | Ineos Grenadiers      | + 15"       |
| 5. | Neilson Powless   | Stany Zjednoczone | EF Education-EasyPost | + 23"       |
| 6. | João Almeida      | Portugalia        | UAE Team Emirates     | + 28"       |
| 7. | Pello Bilbao      | Hiszpania         | Bahrain Victorious    | + 35"       |
| 8. | Óscar Rodríguez   | Hiszpania         | Movistar Team         | + 38"       |
| 9. | Ruben Guerreiro   | Portugalia        | EF Education-EasyPost | + 40"       |
| 10. | Geoffrey Bouchard | Francja           | AG2R Citroën Team     | + 41"       |

### Etap 5
| Ras al-Chajma - Al Marjan Island | płaski | (182 km) |

| \| Klasyfikacja etapu \| Klasyfikacja etapu \| Klasyfikacja etapu \| Klasyfikacja etapu \| Klasyfikacja etapu \| \| Kolarz \| Kolarz \| Państwo \| Drużyna \| Czas \| \| ------------------ \| ------------------ \| ------------------ \| ------------------- \| ------------------ \| \| 1. \| Jasper Philipsen \| Belgia \| Alpecin-Fenix \| 4h 17' 05" \| \| 2. \| Olav Kooij \| Holandia \| Jumbo-Visma \| + 0" \| \| 3. \| Sam Bennett \| Irlandia \| Bora-Hansgrohe \| + 0" \| \| 4. \| Matteo Malucelli \| Włochy \| Gazprom-RusVelo \| + 0" \| \| 5. \| Rudy Barbier \| Francja \| Israel-Premier Tech \| + 0" \| \| 6. \| Elia Viviani \| Włochy \| Ineos Grenadiers \| + 0" \| \| 7. \| Arnaud Démare \| Francja \| Groupama-FDJ \| + 0" \| \| 8. \| Alberto Dainese \| Włochy \| Team DSM \| + 0" \| \| 9. \| Max Kanter \| Niemcy \| Movistar Team \| + 0" \| \| 10. \| Marc Brustenga \| Hiszpania \| Trek-Segafredo \| + 0" \| |                  |           |                     |            |
| |                  |           |                     |            |
| Źródło: ProCyclingStats |                  |           |                     |            |
| Klasyfikacja etapu |                  |           |                     |            |
| Kolarz | Kolarz           | Państwo   | Drużyna             | Czas       |
| 1. | Jasper Philipsen | Belgia    | Alpecin-Fenix       | 4h 17' 05" |
| 2. | Olav Kooij       | Holandia  | Jumbo-Visma         | + 0"       |
| 3. | Sam Bennett      | Irlandia  | Bora-Hansgrohe      | + 0"       |
| 4. | Matteo Malucelli | Włochy    | Gazprom-RusVelo     | + 0"       |
| 5. | Rudy Barbier     | Francja   | Israel-Premier Tech | + 0"       |
| 6. | Elia Viviani     | Włochy    | Ineos Grenadiers    | + 0"       |
| 7. | Arnaud Démare    | Francja   | Groupama-FDJ        | + 0"       |
| 8. | Alberto Dainese  | Włochy    | Team DSM            | + 0"       |
| 9. | Max Kanter       | Niemcy    | Movistar Team       | + 0"       |
| 10. | Marc Brustenga   | Hiszpania | Trek-Segafredo      | + 0"       |

| \| Klasyfikacja generalna \| Klasyfikacja generalna \| Klasyfikacja generalna \| Klasyfikacja generalna \| Klasyfikacja generalna \| \| Kolarz \| Kolarz \| Państwo \| Drużyna \| Czas \| \| ---------------------- \| ---------------------- \| ---------------------- \| ---------------------- \| ---------------------- \| \| 1. \| Tadej Pogačar \| Słowenia \| UAE Team Emirates \| 18h 19' 37" \| \| 2. \| Filippo Ganna \| Włochy \| Ineos Grenadiers \| + 4" \| \| 3. \| Aleksandr Własow \| Rosja \| Bora-Hansgrohe \| + 14" \| \| 4. \| Adam Yates \| Wielka Brytania \| Ineos Grenadiers \| + 17" \| \| 5. \| Neilson Powless \| Stany Zjednoczone \| EF Education-EasyPost \| + 25" \| \| 6. \| João Almeida \| Portugalia \| UAE Team Emirates \| + 30" \| \| 7. \| Pello Bilbao \| Hiszpania \| Bahrain Victorious \| + 37" \| \| 8. \| Óscar Rodríguez \| Hiszpania \| Movistar Team \| + 40" \| \| 9. \| Ruben Guerreiro \| Portugalia \| EF Education-EasyPost \| + 42" \| \| 10. \| Geoffrey Bouchard \| Francja \| AG2R Citroën Team \| + 43" \| |                   |                   |                       |             |
| |                   |                   |                       |             |
| Źródło: ProCyclingStats |                   |                   |                       |             |
| Klasyfikacja generalna |                   |                   |                       |             |
| Kolarz | Kolarz            | Państwo           | Drużyna               | Czas        |
| 1. | Tadej Pogačar     | Słowenia          | UAE Team Emirates     | 18h 19' 37" |
| 2. | Filippo Ganna     | Włochy            | Ineos Grenadiers      | + 4"        |
| 3. | Aleksandr Własow  | Rosja             | Bora-Hansgrohe        | + 14"       |
| 4. | Adam Yates        | Wielka Brytania   | Ineos Grenadiers      | + 17"       |
| 5. | Neilson Powless   | Stany Zjednoczone | EF Education-EasyPost | + 25"       |
| 6. | João Almeida      | Portugalia        | UAE Team Emirates     | + 30"       |
| 7. | Pello Bilbao      | Hiszpania         | Bahrain Victorious    | + 37"       |
| 8. | Óscar Rodríguez   | Hiszpania         | Movistar Team         | + 40"       |
| 9. | Ruben Guerreiro   | Portugalia        | EF Education-EasyPost | + 42"       |
| 10. | Geoffrey Bouchard | Francja           | AG2R Citroën Team     | + 43"       |

### Etap 6
| Expo 2020 - Expo 2020 | płaski | (180 km) |

| \| Klasyfikacja etapu \| Klasyfikacja etapu \| Klasyfikacja etapu \| Klasyfikacja etapu \| Klasyfikacja etapu \| \| Kolarz \| Kolarz \| Państwo \| Drużyna \| Czas \| \| ------------------ \| ------------------ \| ------------------ \| -------------------- \| ------------------ \| \| 1. \| Mathias Vacek \| Czechy \| Gazprom-RusVelo \| 3h 58' 10" \| \| 2. \| Paul Lapeira \| Francja \| AG2R Citroën Team \| + 0" \| \| 3. \| Dmitrij Strachow \| Rosja \| Gazprom-RusVelo \| + 0" \| \| 4. \| Alessandro Tonelli \| Włochy \| Bardiani CSF Faizanè \| + 0" \| \| 5. \| Pawieł Koczetkow \| Rosja \| Gazprom-RusVelo \| + 5" \| \| 6. \| Jasper Philipsen \| Belgia \| Alpecin-Fenix \| + 15" \| \| 7. \| Dylan Groenewegen \| Holandia \| BikeExchange-Jayco \| + 15" \| \| 8. \| Pascal Ackermann \| Niemcy \| UAE Team Emirates \| + 15" \| \| 9. \| Rudy Barbier \| Francja \| Israel-Premier Tech \| + 15" \| \| 10. \| Jonathan Milan \| Włochy \| Bahrain Victorious \| + 15" \| |                    |          |                      |            |
| |                    |          |                      |            |
| Źródło: ProCyclingStats |                    |          |                      |            |
| Klasyfikacja etapu |                    |          |                      |            |
| Kolarz | Kolarz             | Państwo  | Drużyna              | Czas       |
| 1. | Mathias Vacek      | Czechy   | Gazprom-RusVelo      | 3h 58' 10" |
| 2. | Paul Lapeira       | Francja  | AG2R Citroën Team    | + 0"       |
| 3. | Dmitrij Strachow   | Rosja    | Gazprom-RusVelo      | + 0"       |
| 4. | Alessandro Tonelli | Włochy   | Bardiani CSF Faizanè | + 0"       |
| 5. | Pawieł Koczetkow   | Rosja    | Gazprom-RusVelo      | + 5"       |
| 6. | Jasper Philipsen   | Belgia   | Alpecin-Fenix        | + 15"      |
| 7. | Dylan Groenewegen  | Holandia | BikeExchange-Jayco   | + 15"      |
| 8. | Pascal Ackermann   | Niemcy   | UAE Team Emirates    | + 15"      |
| 9. | Rudy Barbier       | Francja  | Israel-Premier Tech  | + 15"      |
| 10. | Jonathan Milan     | Włochy   | Bahrain Victorious   | + 15"      |

| \| Klasyfikacja generalna \| Klasyfikacja generalna \| Klasyfikacja generalna \| Klasyfikacja generalna \| Klasyfikacja generalna \| \| Kolarz \| Kolarz \| Państwo \| Drużyna \| Czas \| \| ---------------------- \| ---------------------- \| ---------------------- \| ---------------------- \| ---------------------- \| \| 1. \| Tadej Pogačar \| Słowenia \| UAE Team Emirates \| 22h 18' 02" \| \| 2. \| Filippo Ganna \| Włochy \| Ineos Grenadiers \| + 4" \| \| 3. \| Aleksandr Własow \| Rosja \| Bora-Hansgrohe \| + 14" \| \| 4. \| Adam Yates \| Wielka Brytania \| Ineos Grenadiers \| + 17" \| \| 5. \| Neilson Powless \| Stany Zjednoczone \| EF Education-EasyPost \| + 25" \| \| 6. \| João Almeida \| Portugalia \| UAE Team Emirates \| + 30" \| \| 7. \| Pello Bilbao \| Hiszpania \| Bahrain Victorious \| + 37" \| \| 8. \| Óscar Rodríguez \| Hiszpania \| Movistar Team \| + 40" \| \| 9. \| Ruben Guerreiro \| Portugalia \| EF Education-EasyPost \| + 42" \| \| 10. \| Geoffrey Bouchard \| Francja \| AG2R Citroën Team \| + 43" \| |                   |                   |                       |             |
| |                   |                   |                       |             |
| Źródło: ProCyclingStats |                   |                   |                       |             |
| Klasyfikacja generalna |                   |                   |                       |             |
| Kolarz | Kolarz            | Państwo           | Drużyna               | Czas        |
| 1. | Tadej Pogačar     | Słowenia          | UAE Team Emirates     | 22h 18' 02" |
| 2. | Filippo Ganna     | Włochy            | Ineos Grenadiers      | + 4"        |
| 3. | Aleksandr Własow  | Rosja             | Bora-Hansgrohe        | + 14"       |
| 4. | Adam Yates        | Wielka Brytania   | Ineos Grenadiers      | + 17"       |
| 5. | Neilson Powless   | Stany Zjednoczone | EF Education-EasyPost | + 25"       |
| 6. | João Almeida      | Portugalia        | UAE Team Emirates     | + 30"       |
| 7. | Pello Bilbao      | Hiszpania         | Bahrain Victorious    | + 37"       |
| 8. | Óscar Rodríguez   | Hiszpania         | Movistar Team         | + 40"       |
| 9. | Ruben Guerreiro   | Portugalia        | EF Education-EasyPost | + 42"       |
| 10. | Geoffrey Bouchard | Francja           | AG2R Citroën Team     | + 43"       |

### Etap 7
| Al-Ajn - Jabal Hafit | górski | (148 km) |

| \| Klasyfikacja etapu \| Klasyfikacja etapu \| Klasyfikacja etapu \| Klasyfikacja etapu \| Klasyfikacja etapu \| \| Kolarz \| Kolarz \| Państwo \| Drużyna \| Czas \| \| ------------------ \| ------------------ \| ------------------ \| ------------------ \| ------------------ \| \| 1. \| Tadej Pogačar \| Słowenia \| UAE Team Emirates \| 3h 20' 24" \| \| 2. \| Adam Yates \| Wielka Brytania \| Ineos Grenadiers \| + 1" \| \| 3. \| Pello Bilbao \| Hiszpania \| Bahrain Victorious \| + 5" \| \| 4. \| João Almeida \| Portugalia \| UAE Team Emirates \| + 15" \| \| 5. \| Lucas Plapp \| Australia \| Ineos Grenadiers \| + 16" \| \| 6. \| Carlos Verona \| Hiszpania \| Movistar Team \| + 16" \| \| 7. \| Rafał Majka \| Polska \| UAE Team Emirates \| + 16" \| \| 8. \| Aleksandr Własow \| Rosja \| Bora-Hansgrohe \| + 30" \| \| 9. \| Geoffrey Bouchard \| Francja \| AG2R Citroën Team \| + 53" \| \| 10. \| Chris Harper \| Australia \| Jumbo-Visma \| + 53" \| |                   |                 |                    |            |
| |                   |                 |                    |            |
| Źródło: ProCyclingStats |                   |                 |                    |            |
| Klasyfikacja etapu |                   |                 |                    |            |
| Kolarz | Kolarz            | Państwo         | Drużyna            | Czas       |
| 1. | Tadej Pogačar     | Słowenia        | UAE Team Emirates  | 3h 20' 24" |
| 2. | Adam Yates        | Wielka Brytania | Ineos Grenadiers   | + 1"       |
| 3. | Pello Bilbao      | Hiszpania       | Bahrain Victorious | + 5"       |
| 4. | João Almeida      | Portugalia      | UAE Team Emirates  | + 15"      |
| 5. | Lucas Plapp       | Australia       | Ineos Grenadiers   | + 16"      |
| 6. | Carlos Verona     | Hiszpania       | Movistar Team      | + 16"      |
| 7. | Rafał Majka       | Polska          | UAE Team Emirates  | + 16"      |
| 8. | Aleksandr Własow  | Rosja           | Bora-Hansgrohe     | + 30"      |
| 9. | Geoffrey Bouchard | Francja         | AG2R Citroën Team  | + 53"      |
| 10. | Chris Harper      | Australia       | Jumbo-Visma        | + 53"      |

## Klasyfikacje

### Klasyfikacja generalna
| \| Klasyfikacja generalna \| Klasyfikacja generalna \| Klasyfikacja generalna \| Klasyfikacja generalna \| Klasyfikacja generalna \| \| Kolarz \| Kolarz \| Państwo \| Drużyna \| Czas \| \| ---------------------- \| ---------------------- \| ---------------------- \| ---------------------- \| ---------------------- \| \| 1. \| Tadej Pogačar \| Słowenia \| UAE Team Emirates \| 25h 38' 16" \| \| 2. \| Adam Yates \| Wielka Brytania \| Ineos Grenadiers \| + 22" \| \| 3. \| Pello Bilbao \| Hiszpania \| Bahrain Victorious \| + 48" \| \| 4. \| Aleksandr Własow \| Rosja \| Bora-Hansgrohe \| + 54" \| \| 5. \| João Almeida \| Portugalia \| UAE Team Emirates \| + 55" \| \| 6. \| Carlos Verona \| Hiszpania \| Movistar Team \| + 1' 17" \| \| 7. \| Rafał Majka \| Polska \| UAE Team Emirates \| + 1' 24" \| \| 8. \| Geoffrey Bouchard \| Francja \| AG2R Citroën Team \| + 1' 46" \| \| 9. \| Romain Bardet \| Francja \| Team DSM \| + 1' 46" \| \| 10. \| David de la Cruz \| Hiszpania \| Astana Qazaqstan Team \| + 1' 58" \| |                   |                 |                       |             |
| |                   |                 |                       |             |
| Źródło: ProCyclingStats |                   |                 |                       |             |
| Klasyfikacja generalna |                   |                 |                       |             |
| Kolarz | Kolarz            | Państwo         | Drużyna               | Czas        |
| 1. | Tadej Pogačar     | Słowenia        | UAE Team Emirates     | 25h 38' 16" |
| 2. | Adam Yates        | Wielka Brytania | Ineos Grenadiers      | + 22"       |
| 3. | Pello Bilbao      | Hiszpania       | Bahrain Victorious    | + 48"       |
| 4. | Aleksandr Własow  | Rosja           | Bora-Hansgrohe        | + 54"       |
| 5. | João Almeida      | Portugalia      | UAE Team Emirates     | + 55"       |
| 6. | Carlos Verona     | Hiszpania       | Movistar Team         | + 1' 17"    |
| 7. | Rafał Majka       | Polska          | UAE Team Emirates     | + 1' 24"    |
| 8. | Geoffrey Bouchard | Francja         | AG2R Citroën Team     | + 1' 46"    |
| 9. | Romain Bardet     | Francja         | Team DSM              | + 1' 46"    |
| 10. | David de la Cruz  | Hiszpania       | Astana Qazaqstan Team | + 1' 58"    |

| Klasyfikacja punktowa | Klasyfikacja punktowa | Klasyfikacja punktowa | Klasyfikacja punktowa | Klasyfikacja punktowa |
| Kolarz                | Kolarz                | Państwo               | Drużyna               | Punkty                |
| --------------------- | --------------------- | --------------------- | --------------------- | --------------------- |
| 1.                    | Jasper Philipsen      | Belgia                | Alpecin-Fenix         | 76 pkt                |
| 2.                    | Dmitrij Strachow      | Rosja                 | Gazprom-RusVelo       | 69 pkt                |
| 3.                    | Tadej Pogačar         | Słowenia              | UAE Team Emirates     | 54 pkt                |
| 4.                    | Adam Yates            | Wielka Brytania       | Ineos Grenadiers      | 32 pkt                |
| 5.                    | Pawieł Koczetkow      | Rosja                 | Gazprom-RusVelo       | 29 pkt                |
| 6.                    | Alessandro Tonelli    | Włochy                | Bardiani CSF Faizanè  | 28 pkt                |
| 7.                    | Olav Kooij            | Holandia              | Jumbo-Visma           | 28 pkt                |
| 8.                    | Sam Bennett           | Irlandia              | Bora-Hansgrohe        | 28 pkt                |
| 9.                    | Stefan Bissegger      | Szwajcaria            | EF Education-EasyPost | 21 pkt                |
| 10.                   | Mathias Vacek         | Czechy                | Gazprom-RusVelo       | 21 pkt                |

| Klasyfikacja punktowa | Klasyfikacja punktowa | Klasyfikacja punktowa | Klasyfikacja punktowa | Klasyfikacja punktowa |
| Kolarz                | Kolarz                | Państwo               | Drużyna               | Punkty                |
| --------------------- | --------------------- | --------------------- | --------------------- | --------------------- |
| 1.                    | Jasper Philipsen      | Belgia                | Alpecin-Fenix         | 76 pkt                |
| 2.                    | Dmitrij Strachow      | Rosja                 | Gazprom-RusVelo       | 69 pkt                |
| 3.                    | Tadej Pogačar         | Słowenia              | UAE Team Emirates     | 54 pkt                |
| 4.                    | Adam Yates            | Wielka Brytania       | Ineos Grenadiers      | 32 pkt                |
| 5.                    | Pawieł Koczetkow      | Rosja                 | Gazprom-RusVelo       | 29 pkt                |
| 6.                    | Alessandro Tonelli    | Włochy                | Bardiani CSF Faizanè  | 28 pkt                |
| 7.                    | Olav Kooij            | Holandia              | Jumbo-Visma           | 28 pkt                |
| 8.                    | Sam Bennett           | Irlandia              | Bora-Hansgrohe        | 28 pkt                |
| 9.                    | Stefan Bissegger      | Szwajcaria            | EF Education-EasyPost | 21 pkt                |
| 10.                   | Mathias Vacek         | Czechy                | Gazprom-RusVelo       | 21 pkt                |

| Klasyfikacja sprinterska | Klasyfikacja sprinterska | Klasyfikacja sprinterska | Klasyfikacja sprinterska | Klasyfikacja sprinterska |
| Kolarz                   | Kolarz                   | Państwo                  | Drużyna                  | Punkty                   |
| ------------------------ | ------------------------ | ------------------------ | ------------------------ | ------------------------ |
| 1.                       | Dmitrij Strachow         | Rosja                    | Gazprom-RusVelo          | 57 pkt                   |
| 2.                       | Pawieł Koczetkow         | Rosja                    | Gazprom-RusVelo          | 22 pkt                   |
| 3.                       | Alessandro Tonelli       | Włochy                   | Bardiani CSF Faizanè     | 19 pkt                   |
| 4.                       | Luca Rastelli            | Włochy                   | Bardiani CSF Faizanè     | 14 pkt                   |
| 5.                       | Jasper Philipsen         | Belgia                   | Alpecin-Fenix            | 14 pkt                   |
| 6.                       | Jakob Egholm             | Dania                    | Trek-Segafredo           | 13 pkt                   |
| 7.                       | Gianni Vermeersch        | Belgia                   | Alpecin-Fenix            | 10 pkt                   |
| 8.                       | Michael Kukrle           | Czechy                   | Gazprom-RusVelo          | 10 pkt                   |
| 9.                       | Daryl Impey              | Południowa Afryka        | Israel-Premier Tech      | 8 pkt                    |
| 10.                      | Michael Mørkøv           | Dania                    | Quick-Step Alpha Vinyl   | 8 pkt                    |

| Klasyfikacja sprinterska | Klasyfikacja sprinterska | Klasyfikacja sprinterska | Klasyfikacja sprinterska | Klasyfikacja sprinterska |
| Kolarz                   | Kolarz                   | Państwo                  | Drużyna                  | Punkty                   |
| ------------------------ | ------------------------ | ------------------------ | ------------------------ | ------------------------ |
| 1.                       | Dmitrij Strachow         | Rosja                    | Gazprom-RusVelo          | 57 pkt                   |
| 2.                       | Pawieł Koczetkow         | Rosja                    | Gazprom-RusVelo          | 22 pkt                   |
| 3.                       | Alessandro Tonelli       | Włochy                   | Bardiani CSF Faizanè     | 19 pkt                   |
| 4.                       | Luca Rastelli            | Włochy                   | Bardiani CSF Faizanè     | 14 pkt                   |
| 5.                       | Jasper Philipsen         | Belgia                   | Alpecin-Fenix            | 14 pkt                   |
| 6.                       | Jakob Egholm             | Dania                    | Trek-Segafredo           | 13 pkt                   |
| 7.                       | Gianni Vermeersch        | Belgia                   | Alpecin-Fenix            | 10 pkt                   |
| 8.                       | Michael Kukrle           | Czechy                   | Gazprom-RusVelo          | 10 pkt                   |
| 9.                       | Daryl Impey              | Południowa Afryka        | Israel-Premier Tech      | 8 pkt                    |
| 10.                      | Michael Mørkøv           | Dania                    | Quick-Step Alpha Vinyl   | 8 pkt                    |

| Klasyfikacja młodzieżowa | Klasyfikacja młodzieżowa | Klasyfikacja młodzieżowa | Klasyfikacja młodzieżowa | Klasyfikacja młodzieżowa |
| Kolarz                   | Kolarz                   | Państwo                  | Drużyna                  | Czas                     |
| ------------------------ | ------------------------ | ------------------------ | ------------------------ | ------------------------ |
| 1.                       | Tadej Pogačar            | Słowenia                 | UAE Team Emirates        | 25h 38' 16"              |
| 2.                       | João Almeida             | Portugalia               | UAE Team Emirates        | + 55"                    |
| 3.                       | Lucas Plapp              | Australia                | Ineos Grenadiers         | + 2' 11"                 |
| 4.                       | Gino Mäder               | Szwajcaria               | Bahrain Victorious       | + 2' 42"                 |
| 5.                       | Thymen Arensman          | Holandia                 | Team DSM                 | + 2' 47"                 |
| 6.                       | Andreas Leknessund       | Norwegia                 | Team DSM                 | + 3' 20"                 |
| 7.                       | Sebastian Berwick        | Australia                | Israel-Premier Tech      | + 3' 56"                 |
| 8.                       | Samuele Zoccarato        | Włochy                   | Bardiani CSF Faizanè     | + 5' 43"                 |
| 9.                       | Wadim Pronski            | Kazachstan               | Astana Qazaqstan Team    | + 7' 43"                 |
| 10.                      | Luca Covili              | Włochy                   | Bardiani CSF Faizanè     | + 8' 39"                 |

| Klasyfikacja młodzieżowa | Klasyfikacja młodzieżowa | Klasyfikacja młodzieżowa | Klasyfikacja młodzieżowa | Klasyfikacja młodzieżowa |
| Kolarz                   | Kolarz                   | Państwo                  | Drużyna                  | Czas                     |
| ------------------------ | ------------------------ | ------------------------ | ------------------------ | ------------------------ |
| 1.                       | Tadej Pogačar            | Słowenia                 | UAE Team Emirates        | 25h 38' 16"              |
| 2.                       | João Almeida             | Portugalia               | UAE Team Emirates        | + 55"                    |
| 3.                       | Lucas Plapp              | Australia                | Ineos Grenadiers         | + 2' 11"                 |
| 4.                       | Gino Mäder               | Szwajcaria               | Bahrain Victorious       | + 2' 42"                 |
| 5.                       | Thymen Arensman          | Holandia                 | Team DSM                 | + 2' 47"                 |
| 6.                       | Andreas Leknessund       | Norwegia                 | Team DSM                 | + 3' 20"                 |
| 7.                       | Sebastian Berwick        | Australia                | Israel-Premier Tech      | + 3' 56"                 |
| 8.                       | Samuele Zoccarato        | Włochy                   | Bardiani CSF Faizanè     | + 5' 43"                 |
| 9.                       | Wadim Pronski            | Kazachstan               | Astana Qazaqstan Team    | + 7' 43"                 |
| 10.                      | Luca Covili              | Włochy                   | Bardiani CSF Faizanè     | + 8' 39"                 |

| Klasyfikacja drużynowa | Klasyfikacja drużynowa             | Klasyfikacja drużynowa       | Klasyfikacja drużynowa |
| Drużyna                | Drużyna                            | Państwo                      | Czas                   |
| ---------------------- | ---------------------------------- | ---------------------------- | ---------------------- |
| 1.                     | UAE Team Emirates                  | Zjednoczone Emiraty Arabskie | 76h 56' 52"            |
| 2.                     | Team DSM                           | Holandia                     | + 5' 38"               |
| 3.                     | Bahrain Victorious                 | Bahrajn                      | + 9' 08"               |
| 4.                     | Intermarché-Wanty-Gobert Matériaux | Belgia                       | + 9' 26"               |
| 5.                     | EF Education-EasyPost              | Stany Zjednoczone            | + 10' 31"              |
| 6.                     | Astana Qazaqstan Team              | Kazachstan                   | + 11' 00"              |
| 7.                     | Movistar Team                      | Hiszpania                    | + 11' 49"              |
| 8.                     | Bora-Hansgrohe                     | Niemcy                       | + 13' 29"              |
| 9.                     | Jumbo-Visma                        | Holandia                     | + 15' 07"              |
| 10.                    | Ineos Grenadiers                   | Wielka Brytania              | + 18' 21"              |

| Klasyfikacja drużynowa | Klasyfikacja drużynowa             | Klasyfikacja drużynowa       | Klasyfikacja drużynowa |
| Drużyna                | Drużyna                            | Państwo                      | Czas                   |
| ---------------------- | ---------------------------------- | ---------------------------- | ---------------------- |
| 1.                     | UAE Team Emirates                  | Zjednoczone Emiraty Arabskie | 76h 56' 52"            |
| 2.                     | Team DSM                           | Holandia                     | + 5' 38"               |
| 3.                     | Bahrain Victorious                 | Bahrajn                      | + 9' 08"               |
| 4.                     | Intermarché-Wanty-Gobert Matériaux | Belgia                       | + 9' 26"               |
| 5.                     | EF Education-EasyPost              | Stany Zjednoczone            | + 10' 31"              |
| 6.                     | Astana Qazaqstan Team              | Kazachstan                   | + 11' 00"              |
| 7.                     | Movistar Team                      | Hiszpania                    | + 11' 49"              |
| 8.                     | Bora-Hansgrohe                     | Niemcy                       | + 13' 29"              |
| 9.                     | Jumbo-Visma                        | Holandia                     | + 15' 07"              |
| 10.                    | Ineos Grenadiers                   | Wielka Brytania              | + 18' 21"              |

### Liderzy klasyfikacji
| Etap   |                            | Pierwsze miejsce _ | Klasyfikacja generalna | Punktowa         | Sprinterska      | Młodzieżowa      | Drużynowa _           |
| ------ | -------------------------- | ------------------ | ---------------------- | ---------------- | ---------------- | ---------------- | --------------------- |
| 1      | płaski                     | Jasper Philipsen   | Jasper Philipsen       | Jasper Philipsen | Dmitrij Strachow | Jasper Philipsen | Bora-Hansgrohe        |
| 2      | płaski                     | Mark Cavendish     | Jasper Philipsen       | Jasper Philipsen | Dmitrij Strachow | Jasper Philipsen | EF Education-EasyPost |
| 3      | jazda indywidualna na czas | Stefan Bissegger   | Stefan Bissegger       | Jasper Philipsen | Dmitrij Strachow | Stefan Bissegger | EF Education-EasyPost |
| 4      | górski                     | Tadej Pogačar      | Tadej Pogačar          | Jasper Philipsen | Dmitrij Strachow | Tadej Pogačar    | UAE Team Emirates     |
| 5      | płaski                     | Jasper Philipsen   | Tadej Pogačar          | Jasper Philipsen | Dmitrij Strachow | Tadej Pogačar    | UAE Team Emirates     |
| 6      | płaski                     | Mathias Vacek      | Tadej Pogačar          | Jasper Philipsen | Dmitrij Strachow | Tadej Pogačar    | UAE Team Emirates     |
| 7      | górski                     | Tadej Pogačar      | Tadej Pogačar          | Jasper Philipsen | Dmitrij Strachow | Tadej Pogačar    | UAE Team Emirates     |
| Koniec | Koniec                     |                    | Tadej Pogačar          | Jasper Philipsen | Dmitrij Strachow | Tadej Pogačar    | UAE Team Emirates     |